# 科查爾卡斯區
科查爾卡斯區（西班牙語：Distrito de Cocharcas），是秘魯的一個區，位於該國南部阿普里馬克大區的欽切羅斯省，面積109.9平方公里，海拔高度3,030米，2005年人口2,219人，人口密度每平方公里20人。